# 28. únor
28. únor je 59. den roku podle gregoriánského kalendáře. Do konce roku zbývá 306 dní (307 v přestupném roce). Svátek má Lumír.

## Události

### Česko
- 1621 – Po porážce českého stavovského povstání se drážďanským akordem slezští stavové vzdali králi Ferdinandu II.
- 1883 – Pražské Staroměstské náměstí poprvé osvětleno elektřinou. František Křižík rozžal Staroměstské náměstí pomocí vlastních obloukových lamp.
- 1914 – Zakončení posledního zasedání moravského zemského sněmu.
- 1986 – V Ostravě byl jako v posledním městě v ČSSR ukončen provoz dvounápravových tramvají.
- 2003 – Prezidentem České republiky byl zvolen Václav Klaus.
- 2006 – Zanikla česká verze rozhlasového vysílání BBC World Service.
- 2024 – Odstřelen vysílač Ostrava-Svinov.
- 2025 – U Hustopečí nad Bečvou došlo k nehodě a požáru nákladního vlaku s benzenem, se škodou za více než 120 mil. Kč a s následným vyloučením mezinárodní tratě na Slovensko z provozu na několik týdnů.

### Svět
- 0380 – Římský císař Theodosius I. vydal edikt, ve kterém prohlásil křesťanskou víru v Trojjedinost boží za oficiální římské náboženství. Odlišné formy křesťanství a další pohanské kulty byly zakázány.
- 0870 – V Konstantinopoli skončil Čtvrtý konstantinopolský koncil,kterému předsedali papež Hadrián II. za Západ, a císař Basil I. za Východ.
- 1525 – Španělský conquistador Hernán Cortés dal před branami Tenochtitlánu popravit posledního aztéckého panovníka Cuauhtémoca.
- 1900 – Britská armáda v búrské válce v osvobodila město Ladysmith.
- 1914 – Byl zahájen osobní provoz elektrické tramvaje v Košicích. Současně s tímto skončil provoz košické koňky i parní tramvaje.
- 1933 – Po požáru říšského sněmu v Německu bylo vydáno Nařízení říšského prezidenta na ochranu národa a státu (Reichstagsbrandverordnung), které rušilo právo na osobní svobodu a nedotknutelnost, jakož i svobodné vyjadřování vlastního názoru včetně svobody tisku a listovního, poštovního, telefonního i telegrafního tajemství.
- 1953 – Vědci James D. Watson a Francis Crick oznámili objev modelu sekundární struktury DNA (dvoušroubovice).
- 1983 – Po jedenácti sezonách byl odvysílán poslední díl amerického seriálu M*A*S*H.
- 1986 – Ve Stockholmu byl zavražděn švédský premiér Olof Palme.
- 1991 – Skončila válka v Zálivu.
- 1993 – Došlo k první fázi obležení Waco.
- 1998 – Vypukla válka v Kosovu.
- 2013 – Odstoupil papež Benedikt XVI.

## Narození

### Česko

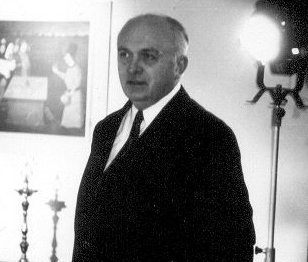
Otakar Vávra (* 1911)

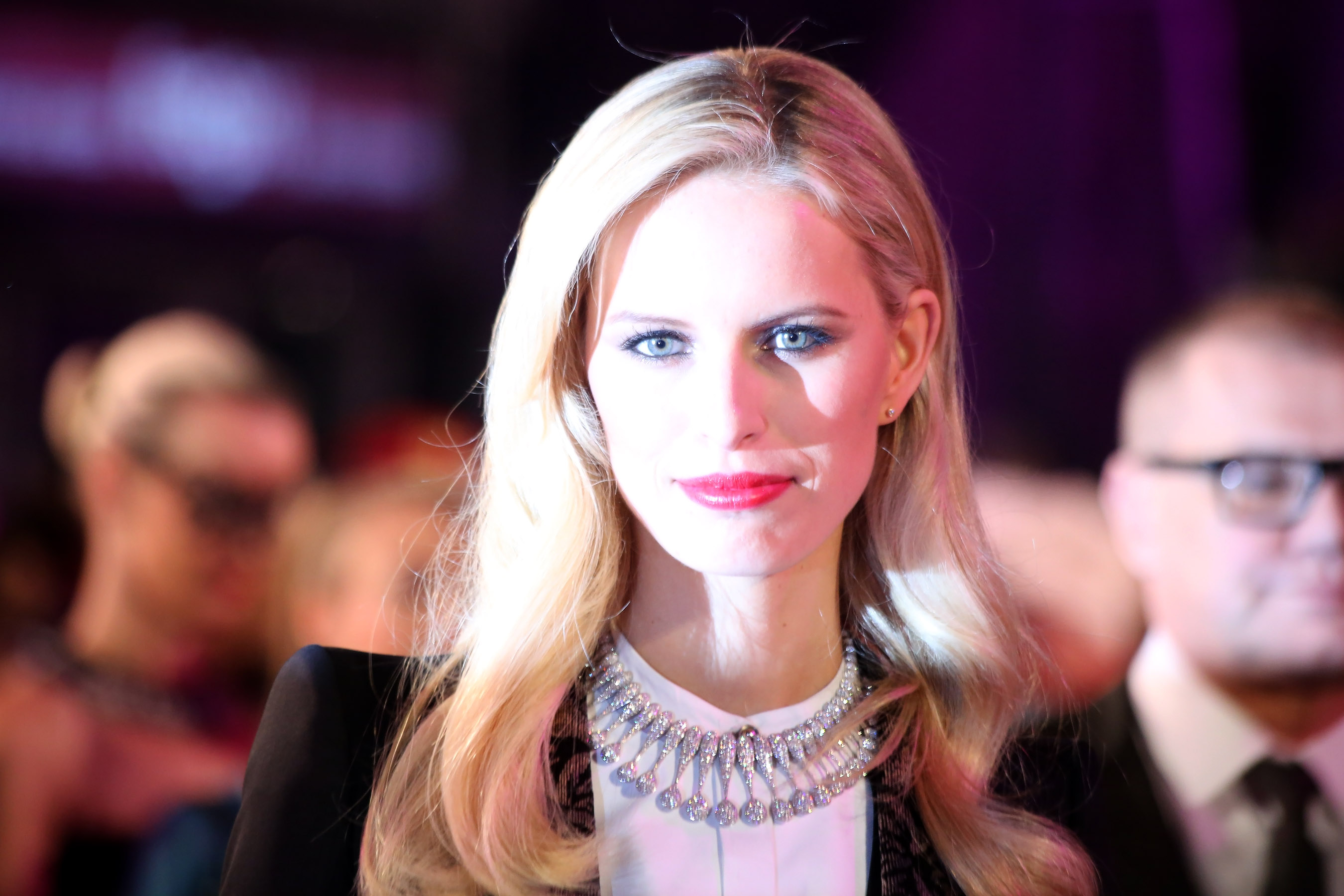
Karolína Kurková (* 1984)

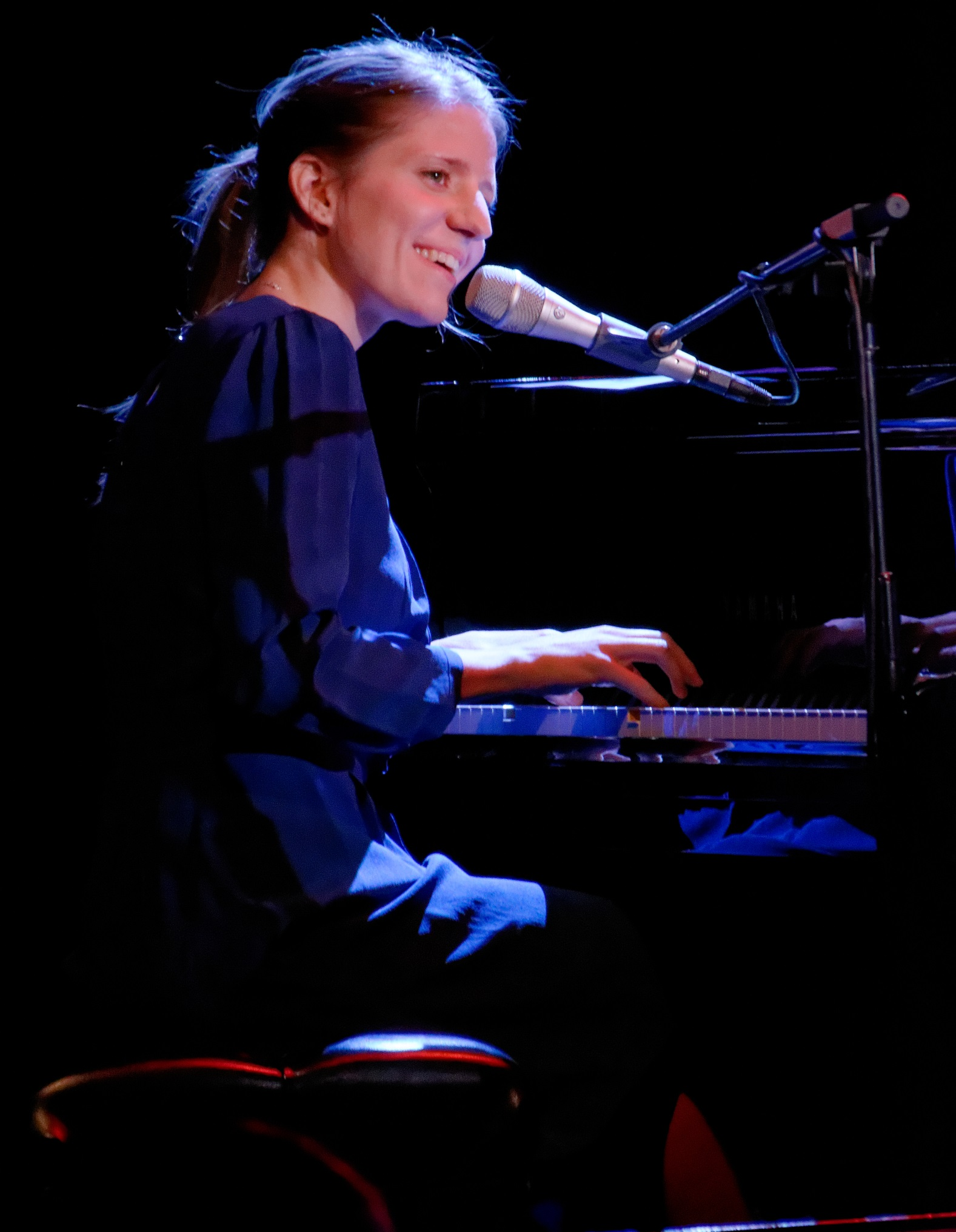
Markéta Irglová (* 1988)

- 1409 – Alžběta Lucemburská, česká, uherská a římská královna, manželka Albrechta II. Habsburského a matka Ladislava Pohrobka († 19. prosince 1442)
- 1630 – Matěj Tanner, jezuitský duchovní a spisovatel († 8. února 1692)
- 1782 – Josef Božek, konstruktér († 21. října 1835)
- 1790 – Josef Christian Zedlitz, slezský a rakouský diplomat a politik, německy píšící básník a dramatik († 16. března 1862)
- 1816 – Vilém Kandler, malíř († 18. května 1896)
- 1824 – Alexandrina Dietrichstein-Mensdorff-Pouilly, kněžna z Ditrichštejna a dědička mikulovského panství († 22. února 1906)
- 1825 – Jan Krejčí, geolog († 1. srpna 1887)
- 1828 – Jan Ladislav Mašek, pedagog († 9. ledna 1886)
- 1867 – Alois Jalovec, kameraman a podnikatel († 16. září 1932)
- 1871 – Josef Ladislav Němec, zlatník, šperkař a designér († 17. července 1943)
- 1885 – Josef Černý, ministr vnitra Československa († 7. prosince 1971)
- 1891 – Julie Wohryzková, snoubenka Franze Kafky († 26. srpna 1944)
- 1892 – Otto Rothmayer, architekt († 24. září 1966)
- 1893 – Julie Winterová-Mezerová, malířka († 2. května 1980)
- 1894 – Josef Šindelář, československý legionář a amatérský botanik Kladenska († 11. srpna 1987)
- 1901
  - Josef Kranz, architekt a malíř († 30. května 1968)
  - Otakar Pařík, dirigent a klavírista († 19. února 1955)
- 1906 – Jaroslav Francl, hudební skladatel a pedagog († 19. června 1990)
- 1908 – František Weber, generálmajor letectva, Wing Commander RAF († 1. září 1991)
- 1911 – Otakar Vávra, filmový režisér, scenárista a pedagog († 15. září 2011)
- 1913
  - Josef Moštěk, katolický kněz a politický vězeň († 14. ledna 1986)
  - František Šorm, chemik († 18. listopadu 1980)
- 1920 – Ladislav Vychodil, scénograf († 20. srpna 2005)
- 1921
  - Vladimír Sommer, hudební skladatel († 8. září 1997)
  - Josef Mixa, herec († 9. prosinec 2016)
- 1923 – Rudolf Pellar, herec, překladatel a zpěvák († 4. září 2010)
- 1924
  - Herwig Schopper, německý fyzik a ředitel CERNu
  - Ladislav Tondl, logik, sémantik, filozof a teoretik vědy († 7. srpna 2015)
- 1926 – Oldřich Zábrodský, československý hokejový reprezentant († 22. září 2015)
- 1931 – Gustav Ginzel, cestovatel a horolezec († 28. listopadu 2008)
- 1935
  - Drahomíra Drobková, operní pěvkyně († 30. června 2022)
  - Jan Bartůšek, reportážní fotograf († 11. září 1993)
- 1939 – Marta Urbanová, spisovatelka
- 1943 – Michal Černík, spisovatel a básník
- 1944 – Věra Křesadlová, výtvarnice , herečka a zpěvačka
- 1949 – Pavel Rímský, herec a dabér
- 1954 – Vítek Čapek, výtvarník († 14. ledna 1988)
- 1956 – Naďa Johanisová, ekologická ekonomka, environmentalistka
- 1957 – Rudolf Rožďalovský, kytarista
- 1958 – Viliam Poltikovič, dokumentarista a spisovatel
- 1959 – Michal Stein, textař, scenárista, básník
- 1965 – Jiří X. Doležal, novinář a fotograf
- 1977 – Karel Nocar, házenkář
- 1978 – Milan Pacanda, fotbalista
- 1984 – Karolína Kurková, modelka
- 1988 – Markéta Irglová, zpěvačka a hudebnice
- 1996 – Jakub Vrána, lední hokejista

### Svět

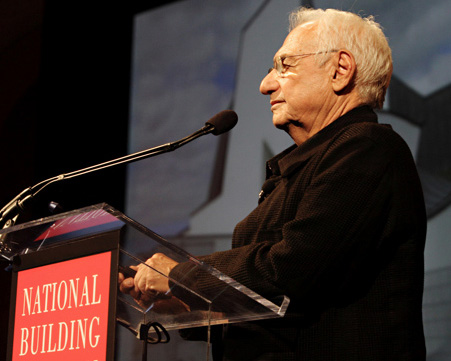
Frank Gehry (* 1929)

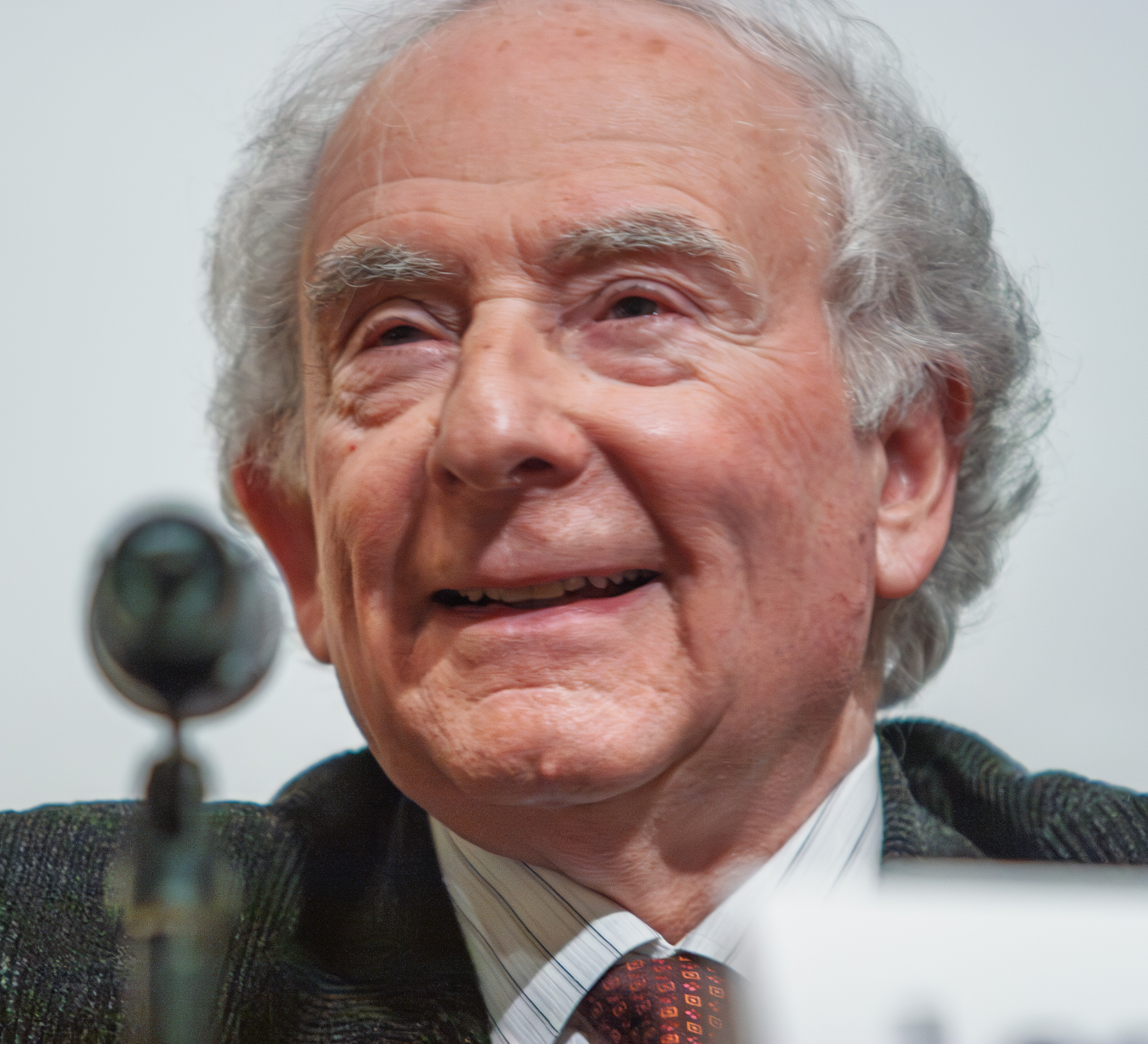
Leon Cooper (* 1930)

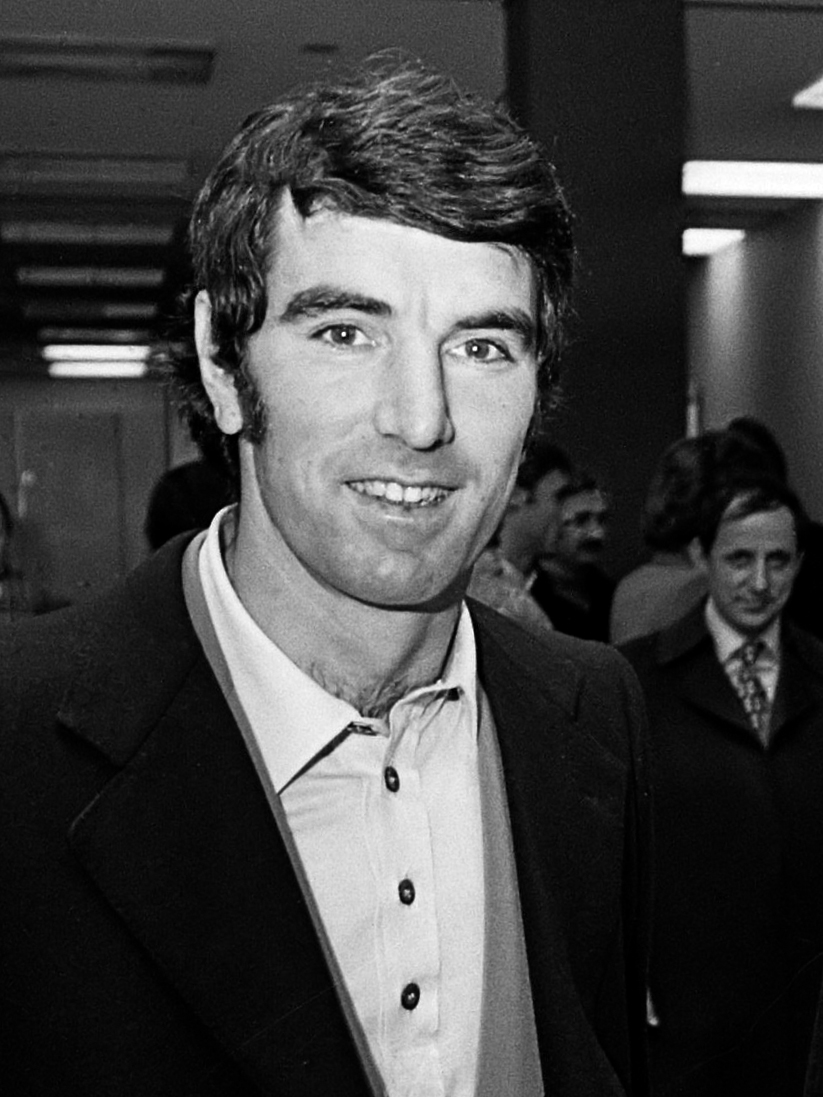
Dino Zoff (* 1942)

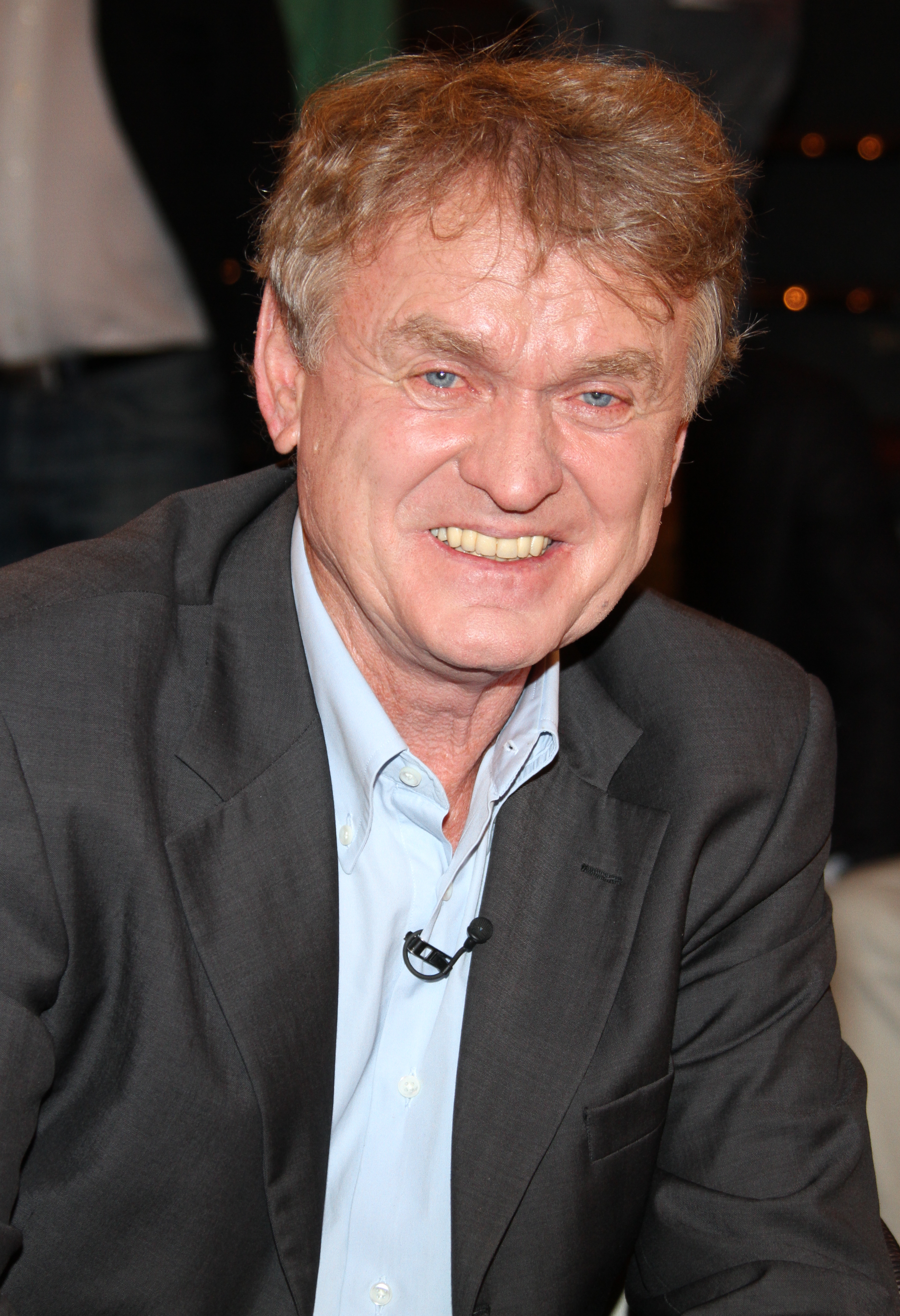
Sepp Maier (* 1944)

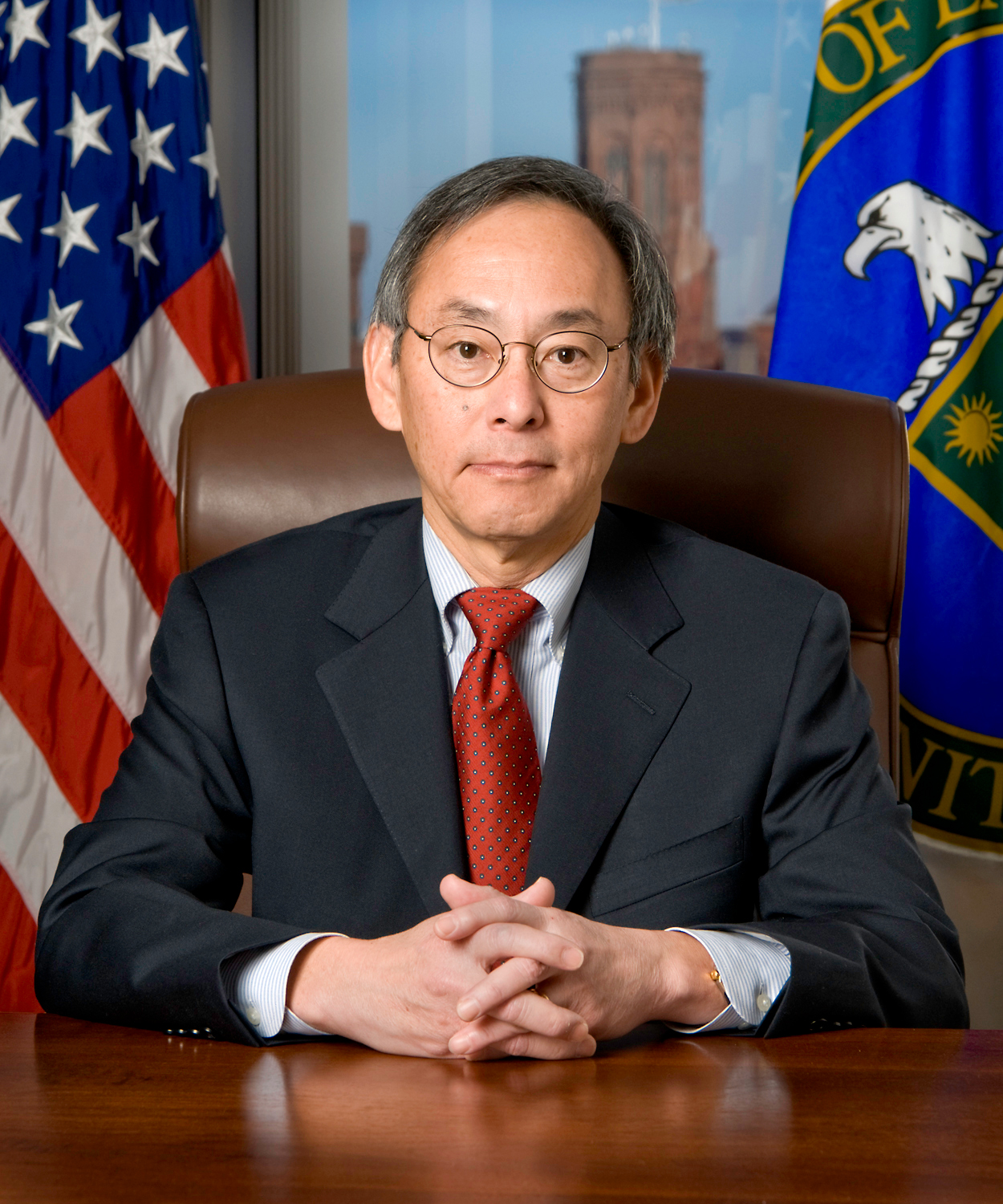
Steven Chu (* 1948)

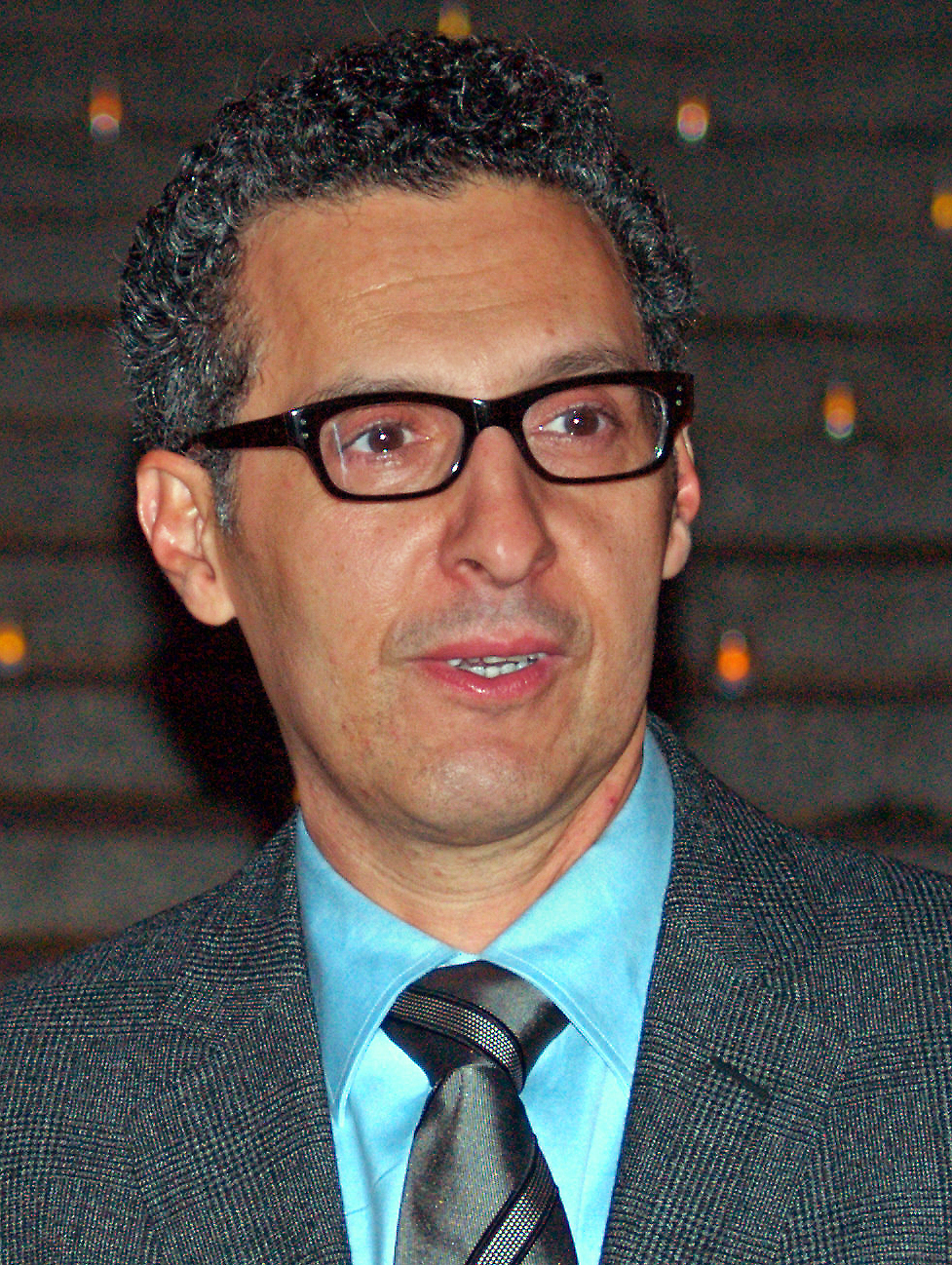
John Turturro (* 1957)

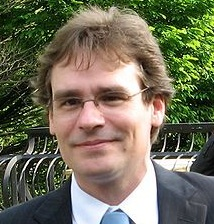
Robert Sean Leonard (* 1969)

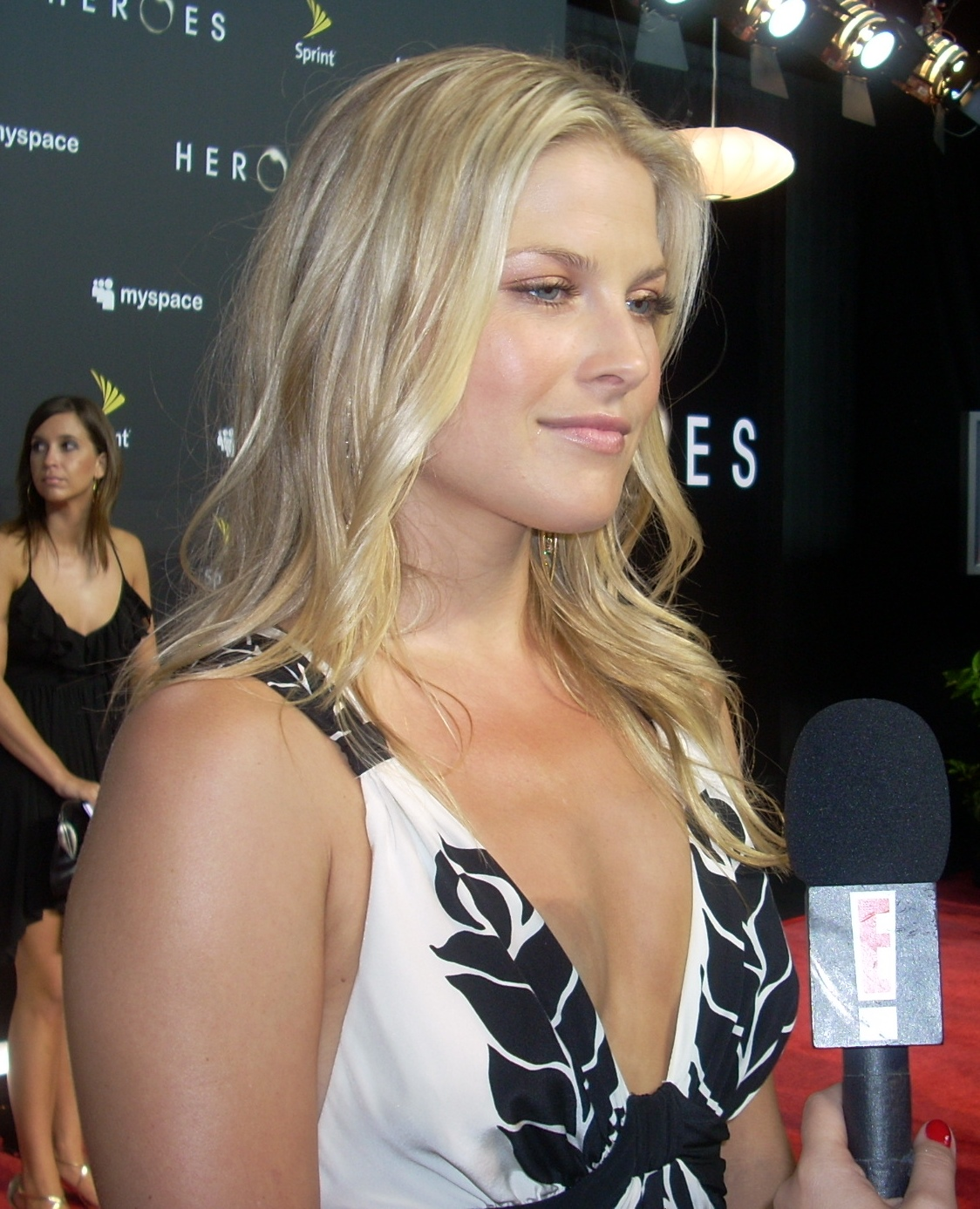
Ali Larter (* 1976)

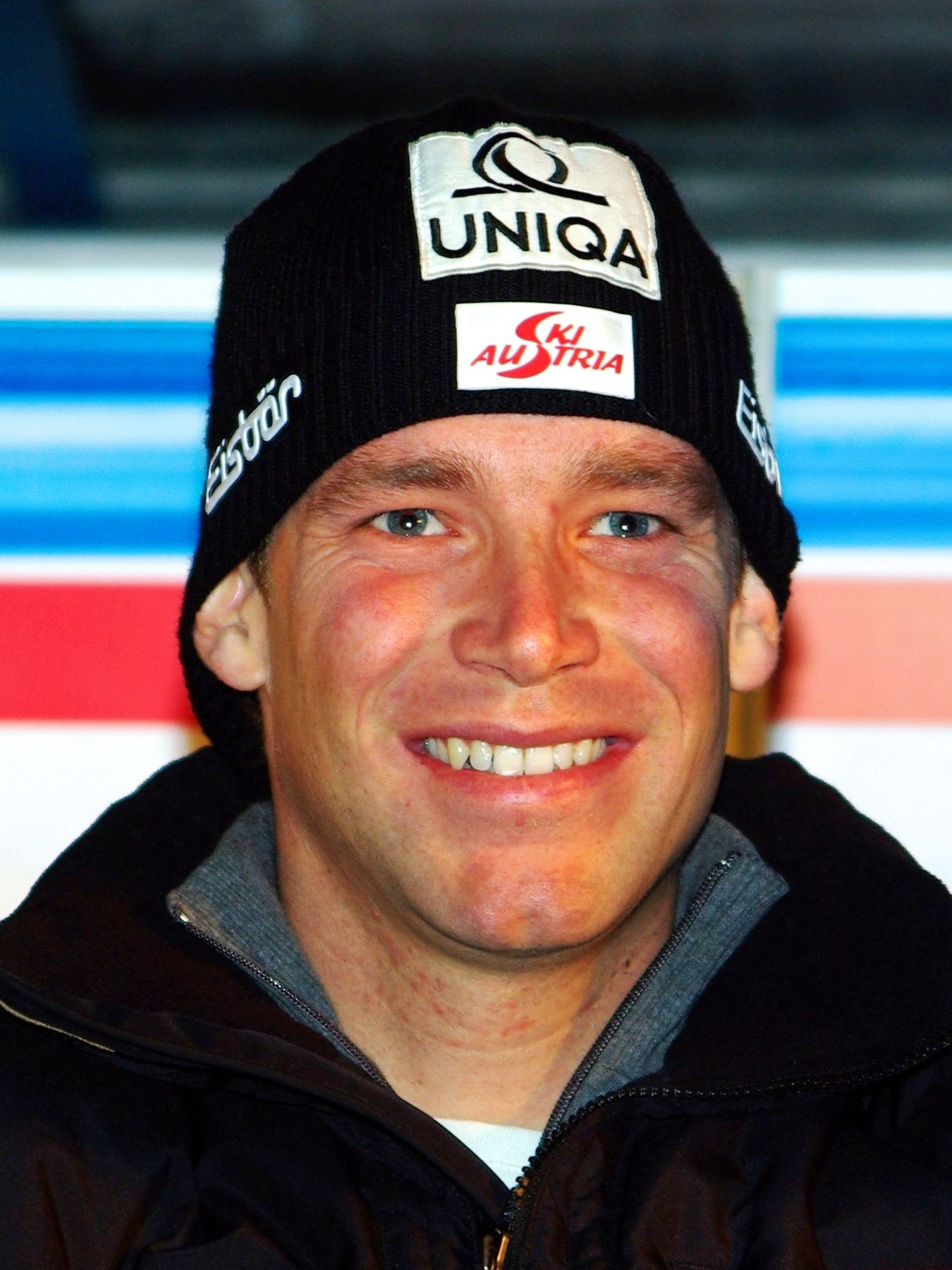
Benjamin Raich (* 1978)

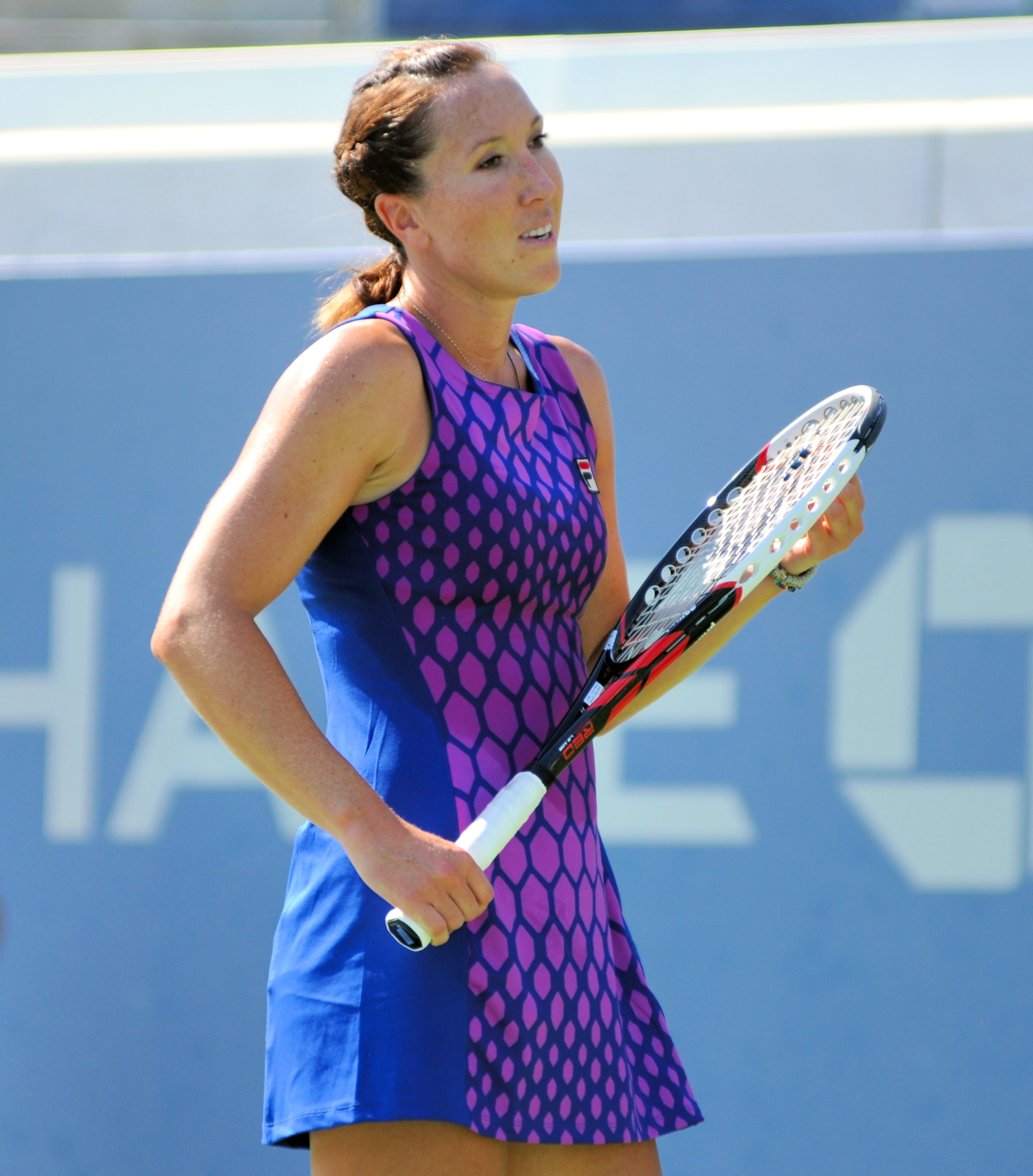
Jelena Jankovićová (* 1985)

- 1155 – Jindřich Mladík, anglický král, syn Jindřicha II. Plantageneta a Eleonory Akvitánské († 11. června 1183)
- 1261 – Markéta Skotská (1261–1283), skotská princezna a manželka norského krále Erika II. († 9. dubna 1283)
- 1533 – Michel de Montaigne, francouzský renesanční myslitel a humanista († 13. září 1592)
- 1552 – Joost Bürgi, švýcarský výrobce hodinek, matematik a astronom († 1632)
- 1616 – Fridrich Hesensko-Darmstadtský, německý šlechtic a voják († 19. února 1682)
- 1619 – Giuseppe Felice Tosi, italský varhaník a hudební skladatel († 14. prosince 1693)
- 1683 – René-Antoine Ferchault de Réaumur, všestranný francouzský vědec, autor lihového teploměru s tzv. Réaumurovou stupnicí († 17. října 1757)
- 1690 – Alexej Petrovič, syn ruského cara Petra I. Velikého († 7. července 1718)
- 1698 – Zikmund Kryštof hrabě ze Schrattenbachu, salcburský arcibiskup († 16. prosince 1771)
- 1712 – Louis-Joseph de Montcalm, francouzský šlechtic, velitel francouzských vojsk v Severní Americe za sedmileté války († 14. září 1759)
- 1714 – Gizziello, italský kastrát († 1762)
- 1728 – Jozef Bencúr, slovenský evangelický kněz a spisovatel († 21. srpna 1784)
- 1735 – Alexandre-Théophile Vandermonde, francouzský matematik, chemik a hudebník († 1796)
- 1743 – René Just Haüy, francouzský mineralog († 3. června 1822)
- 1792 – Karl Ernst von Baer, estonský lékař německého původu, zoolog, spoluzakladatel embryologie († 1876)
- 1800 – Johann Heinrich Christian Schubart, německý klasický filolog († 1. května 1885)
- 1803 – John Sutter, zlatokop († 18. června 1880)
- 1824 – Karl Maria Kertbeny, maďarský spisovatel cestopisů, pamětí a literatury faktu († 23. ledna 1882)
- 1833 – Alfred von Schlieffen, německý polní maršál, autor tzv. Schlieffenova plánu († 4. ledna 1913)
- 1834 – Charles Santley, anglický barytonista († 22. září 1922)
- 1843 – Kazimierz Chłędowski, předlitavský státní úředník a politik († 26. března 1920)
- 1857 – Alfred Loisy, francouzský filozof a teolog († 1. června 1940)
- 1864 – Ľudovít Csordák, slovenský akademický malíř († 28. června 1937)
- 1865 – Arthur Symons, britský básník († 22. ledna 1945)
- 1866 – Vjačeslav Ivanov, ruský básník, symbolista, filosof, překladatel († 16. července 1949)
- 1873 – William McMaster Murdoch, skotský námořník na Titanicu († 15. dubna 1912)
- 1874 – Vsevolod Emiljevič Mejerchold, ruský avantgardní režisér († 2. února 1940)
- 1875 – Viliam Figuš-Bystrý, slovenský hudební skladatel a pedagog († 1937)
- 1878 – Ngo Van Chieu, vietnamský zakladatel náboženského směru kaodaismu († 18. dubna 1932)
- 1880 – Kim Kju-sik, viceprezident korejské prozatímní vlády († 10. prosince 1950)
- 1882 – Geraldine Farrar, americká sopranistka († 11. března 1967)
- 1888 – Anders Knutsson Ångström, švédský fyzik († 27. října 1981)
- 1889 – Pavel Dybenko, sovětský voják a politik († 29. července 1938)
- 1891 – Roman Abraham, polský generál za druhé světové války († 26. srpna 1976)
- 1895
  - Marcel Pagnol, francouzský spisovatel, dramaturg a režisér, člen Francouzské akademie († 18. dubna 1974)
  - Nicolas Bunkerd Kitbamrung, thajský kněz, mučedník a blahoslavený katolické církve († 12. ledna 1944)
- 1898
  - Zeid bin Husajn, irácký princ z arabské dynastie Hášimovců († 18. října 1970)
  - Hugh O'Flaherty, irský kněz, vatikánský diplomat a bojovník proti nacismu († 30. října 1963)
- 1901 – Linus Pauling, americký kvantový chemik a biochemik, nositel Nobelovy ceny za chemii za rok 1954 († 19. srpna 1994)
- 1903 – Vincente Minnelli, americký filmový a divadelní režisér († 25. července 1986)
- 1905 – Glyn Jones, velšský romanopisec, básník a literární historik († 10. dubna 1995)
- 1906 – Bugsy Siegel, americký gangster († 20. června 1947)
- 1910 – Michal Chorváth, slovenský básník a politik († 14. ledna 1982)
- 1911 – Eduard Hegel, německý teolog a církevní historik († 23. listopadu 2005)
- 1912
  - Clara Petacci, milenka Benita Mussoliniho († 28. dubna 1945)
  - Harold Gordon Skilling, kanadský historik, bohemista a politolog († 2. března 2001)
- 1914 – Miroslav Iringh, slovenský velitel ve Varšavském povstání († 28. května 1985)
- 1915 – Karl Leisner, německý mučedník, blahoslavený († 12. srpna 1945)
- 1918 – Alexandr Vinogradov, sovětský hokejový reprezentant († 10. prosince 1988)
- 1920 – Ben Kynard, americký saxofonista a hudební skladatel († 5. července 2012)
- 1921
  - Pierre Clostermann, francouzský stíhací pilot, letecké eso v 2. světové válce († 22. března 2006)
  - Saul Zaentz, americký filmový producent († 3. ledna 2014)
- 1922 – Jurij Michajlovič Lotman, sovětský sémiotik († 28. října 1993)
- 1923 – Charles Durning, americký herec († 24. prosince 2012)
- 1924 – Christopher C. Kraft Jr., americký letecký inženýr a manažer NASA († 22. července 2019)
- 1925 – Louis Nirenberg, kanadsko-americký matematik  († 26. ledna 2020)
- 1926 – Světlana Allilujevová, jediná dcera sovětského diktátora Josifa Stalina († 22. listopadu 2011)
- 1928 – Walter Tevis, americký povídkář a romanopisec († 8. srpna 1984)
- 1929 – Frank O. Gehry, kanadský architekt žijící v USA, mj. autor Tančícího domu
- 1930 – Leon Cooper, americký fyzik, nositel Nobelovy ceny
- 1931 – Gustav Ginzel, český cestovatel, horolezec a podivín († 2008)
- 1938 – Mike Wofford, americký jazzový klavírista
- 1939
  - Cchuej Čchi, americký fyzik čínského původu, držitel Nobelovy ceny
  - Charles Gayle, americký saxofonista a klavírista  († 7. září 2023)
  - Jozef Iľko, slovenský meteorolog
- 1940 – Mario Andretti, italsko-americký automobilový závodník, mistr světa ve Formuli 1 z roku 1978
- 1942
  - Brian Jones, anglický kytarista, spoluzakladatel skupiny The Rolling Stones († 3. července 1969)
  - Dino Zoff, italský fotbalový brankář a trenér
  - Oliviero Toscani, italský fotograf
- 1944
  - Kelly Bishop, americká herečka a tanečnice
  - Sepp Maier, německý fotbalový brankář
  - Storm Thorgerson, anglický grafik († 18. dubna 2013)
  - Frans Krassenburg, nizozemský zpěvák
- 1945 – Bubba Smith, americký herec a hráč amerického fotbalu († 2011)
- 1946
  - Ludwig Hirsch, rakouský šansoniér, poeta a herec († 24. listopadu 2011)
  - Robin Cook, britský politik († 6. srpna 2005)
- 1947
  - Leena Krohnová, finská spisovatelka
  - Włodzimierz Lubański, polský fotbalista
- 1948
  - Mike Figgis, anglický filmový režisér, spisovatel a hudební skladatel
  - Steven Chu, americký fyzik, Nobelova cena za fyziku 1997
  - Geoff Nicholls, britský hudebník a klávesista
  - Bernadette Peters, americká herečka, zpěvačka a autorka dětských knih
- 1949
  - Amin Maalouf, francouzsky píšící libanonský spisovatel
  - Jozef Plachý, československý atlet (běžec na středních tratích) a trenér
- 1951
  - Raphaële Billetdoux, francouzská spisovatelka
  - Gustav Thöni, italský sjezdař, olympijský vítěz
- 1952
  - Arthur Barrow, americký hudebník-multiinstrumentalista
  - Sándor Bauer, maďarský učeň, který se upálil na protest proti sovětské okupaci († 23. ledna 1969)
- 1953
  - Falko Daim, rakouský archeolog
  - Paul Krugman, americký ekonom a spisovatel
- 1954
  - Jean Bourgain, belgický matematik († 2. prosince 2018)
  - David Grossman, izraelský spisovatel a esejista
- 1956
  - Guy Maddin, kanadský scenárista, režisér a kameraman
  - Tommy Remengesau, prezident Palau
- 1957
  - Jan Ceulemans, belgický fotbalista
  - John Turturro, americký herec, scenárista a režisér
- 1958
  - Christina Lathanová, německá olympijská vítězka v běhu na 400 metrů
  - Natalja Estěmirovová, ruská novinářka deníku Novaja gazeta a lidskoprávní aktivistka († 15. července 2009)
- 1961 – Rae Dawn Chong, kanadsko-americká herečka
- 1964 – Džamolidin Abdužaparov, sovětský (uzbecký) silniční cyklista
- 1966 – Edward Shearmur, britský hudební skladatel filmové hudby
- 1967 – Andrew Tridgell, australský informatik a počítačový programátor
- 1969 – Robert Sean Leonard, americký herec, držitel Tony Award
- 1970
  - Noureddine Morceli, alžírský atlet
  - Daniel Handler, americký scenárista a spisovatel, známý pod pseudonymem Lemony Snicket
- 1972 – Rory Cochrane, americký herec
- 1973 – Eric Lindros, kanadský lední hokejista
- 1976 – Ali Larter, americká herečka a bývalá modelka
- 1977 – Lukáš Latinák, slovenský herec
- 1978 – Benjamin Raich, rakouský lyžař
- 1979
  - Ivo Karlović, chorvatský tenista
  - Sébastien Bourdais, francouzský automobilový závodník, jezdec formule 1, vítěz formule 3000 a čtyřnásobný vítěz série Champ Car
- 1982
  - Jelena Slesarenková, ruská atletka, skokanka do výšky
  - Natalia Vodianova, ruská modelka a filantropka
- 1985 – Jelena Jankovićová, srbská tenistka
- 1987 – Antonio Candreva, italský fotbalista
- 1990
  - Naomi Broadyová, britská tenistka
  - Georgina Leonidas, britská herečka
- 1993 – Emmelie de Forest, dánská zpěvačka, vítězka Eurovize
- 1994
  - Jake Bugg, anglický zpěvák
  - Arkadiusz Milik, polský fotbalista
- 1999 – Luka Dončić, slovinský basketbalista

## Úmrtí

### Česko

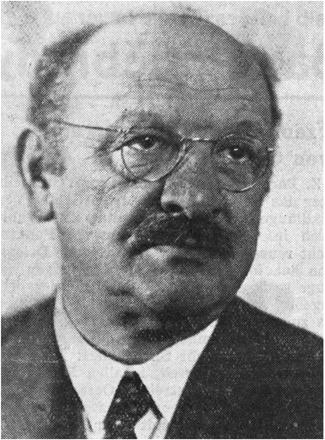
Oskar Fischer († 1942)

- 1837 – Jan Melič, lékař-porodník (* 7. května 1763)
- 1847 – Josef Chmela, pedagog a spisovatel (* 18. února 1793)
- 1863
  - Karel Maria Jiříček, sběratel českých lidových písní (* ? 1821)
  - Jakub Filip Kulik, matematik (* 20. dubna 1793)
- 1877 – Robert Nápravník, novinář a překladatel (* 17. června 1839)
- 1905 – Jindřich Eckert, fotograf (* 22. dubna 1833)
- 1903 – Antonín Gruda, katolický kněz, právník a národní buditel (* 17. srpna 1844)
- 1909 – Erwin Dubský, šlechtic, cestovatel a politik (* 23. června 1836)
- 1926 – Jan Pehel, varhaník, vojenský kapelník a skladatel (* 16. května)
- 1933 – Josef Šíl, lékař a politik (* 5. října 1850)
- 1936 – Ladislav Pinkas, právník, poslanec a šermíř (* 11. září 1863)
- 1942 – Oskar Fischer, psychiatr a neuropatolog (* 12. dubna 1876)
- 1943 – František Mašata, československý politik (* 1. dubna 1879)
- 1950 – Karel Dvořák, sochař (* 1. ledna 1893)
- 1952 – Čeněk Chyský, historik (* 21. února 1877)
- 1967 – Josef Svoboda, masový vrah (* 1. listopadu 1923)
- 1968 – Antonín Tomalík, výtvarník (* 9. května 1939)
- 1970 – Jaroslav Augusta, malíř (* 4. září 1878)
- 1973 – Bohumil Bednařík, voják a velitel výsadku Chalk (* 20. srpna 1911)
- 1984 – Bohuš Hradil, herec a režisér (* 27. června 1905)
- 1988 – Emil Strankmüller, zpravodajec, účastník zahraničního protinacistického odboje (* 26. února 1902)
- 1995 – Wabi Ryvola, trampský písničkář (* 4. dubna 1935)
- 1998 – Josef Poulík, archeolog (* 6. srpna 1910)
- 2012 – Antonín Vítek, znalec a popularizátor v oboru kosmonautiky (* 25. ledna 1940)
- 2019 – Jiří Pecha, herec (* 1. listopadu 1944)

### Svět
- 0468 – Hilarius, papež (* ?)

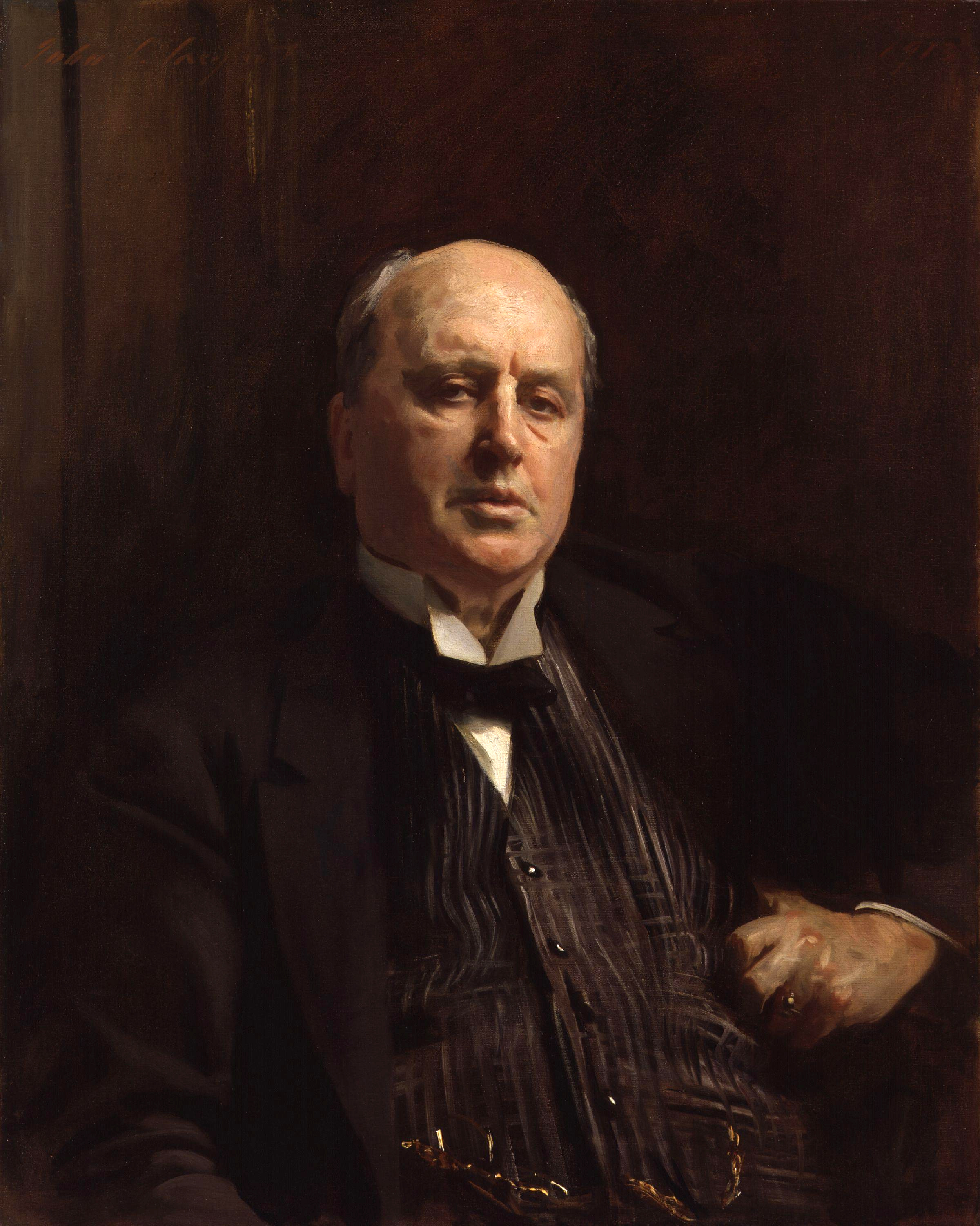
Henry James († 1916)

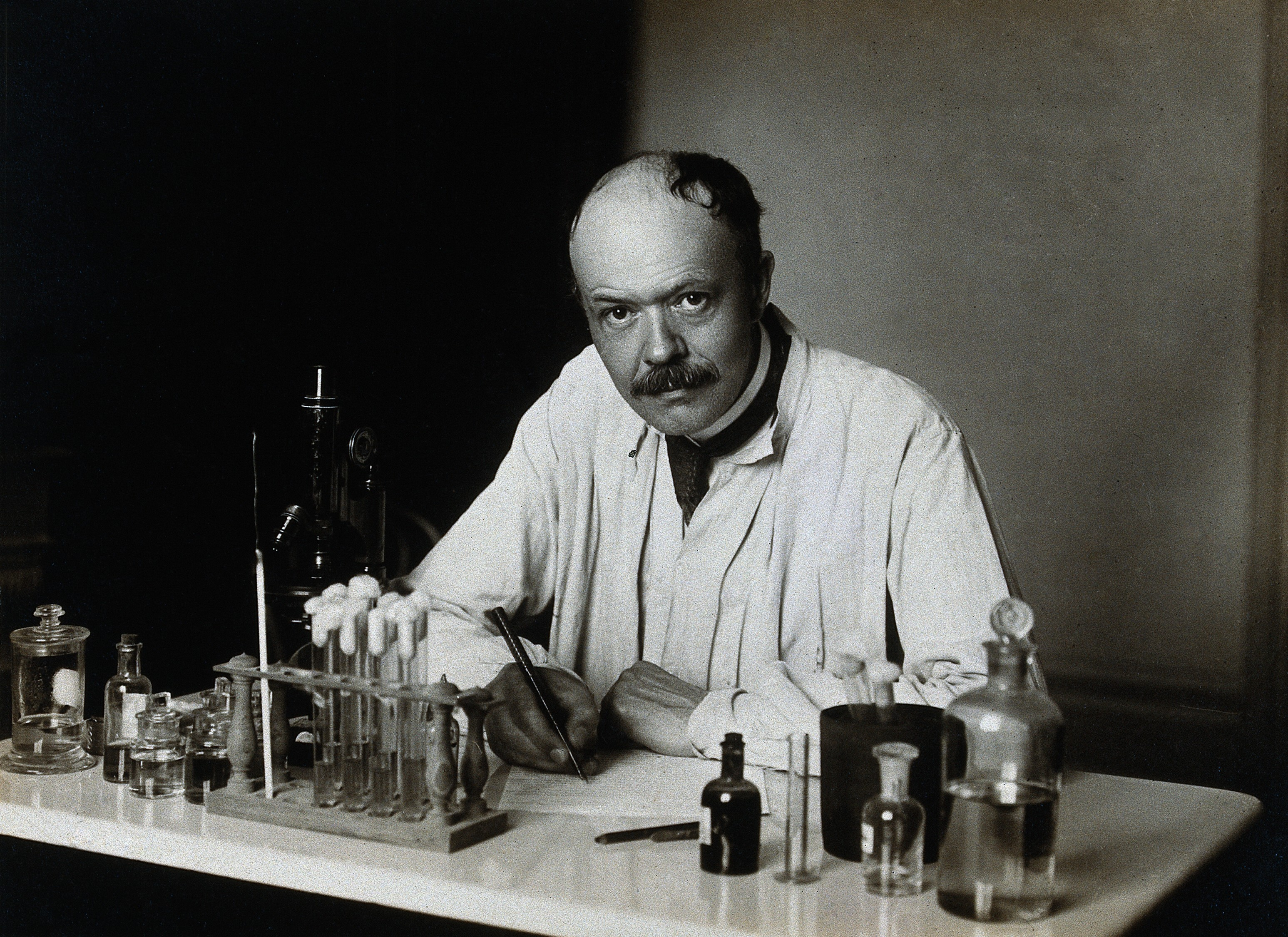
Charles Nicolle († 1936)

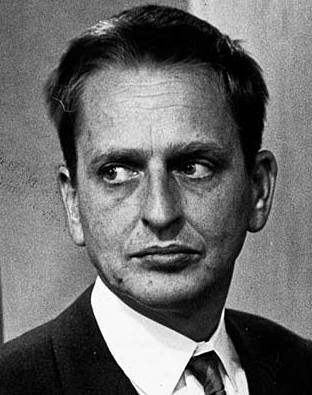
Olof Palme († 1986)

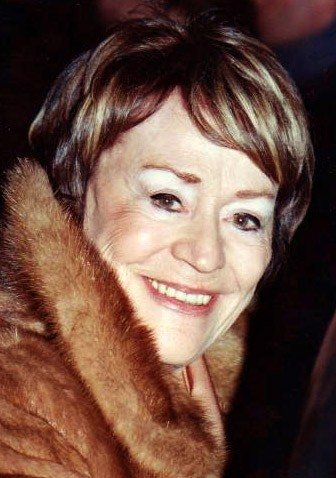
Annie Girardotová († 2011)

- 1326 – Leopold I. Habsburský, rakouský a štýrský vévoda (* 4. srpna 1293)
- 1525 – Cuauhtémoc, poslední nezávislý aztécký vládce – tlatoani (* 1495 nebo 1502)
- 1535 – Walter z Plettenbergu, vůdce Řádu německých rytířů, (* 1450)
- 1572 – Kateřina Habsburská, manželka polského krále Zikmunda II. Augusta (* 15. ledna 1533)
- 1621 – Cosimo II. de Medici, toskánský velkovévoda (* 12. května 1590)
- 1648 – Kristián IV. Dánský, dánský a norský král (* 12. dubna 1577)
- 1664 – Francisco de Zurbarán, španělský malíř (* 1664)
- 1687 – Ermeni Süleyman Paša, osmanský velkovezír (* 1607)
- 1732 – André-Charles Boulle, francouzský ebenista, malíř a sochař (* 11. listopadu 1642)
- 1841 – Claude François Chauveau-Lagarde, francouzský advokát (* 1756)
- 1869 – Alphonse de Lamartine, francouzský básník a politik (* 21. října 1790)
- 1879 – Hortense Allart, francouzská spisovatelka (* 7. září 1801)
- 1896 – Ante Starčević, chorvatský politik, publicista a spisovatel (* 23. května 1823)
- 1904 – Levegh, francouzský automobilový závodník (* 1871)
- 1908 – Pat Garrett, americký šerif (* 1850)
- 1916 – Henry James, anglický spisovatel amerického původu (* 15. dubna 1843)
- 1925 – Friedrich Ebert, německý politik, poslední kancléř německého císařství a poté první prezident Výmarské republiky (* 4. února 1871)
- 1926 – Alphonse Louis Nicolas Borrelly, francouzský astronom (* 1842)
- 1936 – Charles Nicolle, francouzský lékař, nositel Nobelovy ceny (* 21. listopadu 1866)
- 1941 – Alfons XIII. Španělský, španělský král (* 17. května 1886)
- 1942
  - Josef Ferdinand Toskánský, toskánský velkovévoda (* 24. května 1872)
  - Karel Doorman, nizozemský námořní důstojník, který za 2. světové války vedl východní flotu (* 23. dubna 1889)
- 1943
  - František Hájek, československý důstojník, účastník zahraničního protinacistického odboje (* 21. listopadu 1894)
  - Alexandre Yersin, francouzsko-švýcarský lékař a bakteriolog (* 22. září 1863)
- 1951
  - Vsevolod Vitaljevič Višněvskij, sovětský dramatik (* 21. prosince 1900)
  - Henry Taylor, britský plavec, trojnásobný olympijský vítěz (* 17. března 1885)
- 1953 – Eleazar Sukenik, izraelský archeolog (* 12. srpna 1889)
- 1954 – Rudolf Beran, česko-slovenský ministerský předseda (* 28. prosince 1887)
- 1955 – Josiah Ritchie, britský tenista, olympijský vítěz (* 18. října 1870)
- 1957 – Nils Åberg, švédský prehistorik (* 24. července 1888)
- 1965 – Adolf Schärf, prezident Rakouska (* 20. dubna 1890)
- 1966
  - Charles Bassett, americký vojenský letec a astronaut, který zahynul při havárii letadla (* 30. prosince 1931)
  - Elliott See, americký letecký inženýr (* 23. července 1927)
- 1971 – Paul de Kruif, americký mikrobiolog a spisovatel (* 2. března 1890)
- 1972 – Viktor Barna, legendární maďarský stolní tenista (* 24. srpna 1911)
- 1973 – Józef Unrug, polský viceadmirál (* 7. října 1884)
- 1978 – Janusz Meissner, pilot polského vojska, spisovatel (* 21. ledna 1901)
- 1985 – David Byron, vlastním jménem David Garrick, britský zpěvák – Uriah Heep, Spice (* 29. ledna 1947)
- 1986 – Olof Palme, švédský politik, předseda vlády (* 30. ledna 1927)
- 1987 – Anny Ondráková, česká herečka (* 15. května 1902)
- 1990 – Russell Jacquet, americký trumpetista (* 4. prosince 1917)
- 1992 – Pavol Suržin, slovenský básník (* 30. června 1939)
- 1998 – Marie Kettnerová, česká stolní tenistka (* 4. dubna 1911)
- 2003 – Chris Brasher, britský olympijský vítěz v běhu na 3000 metrů překážek (* 21. srpna 1928)
- 2004
  - Carmen Laforet, španělská spisovatelka (* 6. září 1921)
  - Daniel J. Boorstin, americký historik, právník a spisovatel (* 1. října 1914)
- 2005 – Jim Capaldi, anglický hudebník a hudební skladatel (* 2. srpna 1944)
- 2006 – Owen Chamberlain, americký fyzik, nositel Nobelovy ceny za rok 1959 za objev antiprotonu (* 10. července 1920)
- 2008 – Aharon Amir, izraelský spisovatel, překladatel a básník (* 5. ledna 1923)
- 2011
  - Annie Girardotová, francouzská herečka (* 25. října 1931)
  - Jane Russellová, americká herečka (* 21. června 1921)
- 2013
  - Jean Honoré, francouzský kardinál, arcibiskup Tours, (* 13. srpna 1920)
  - Donald Arthur Glaser, americký fyzik, nositel Nobelovy ceny za fyziku (* 21. září 1926)
- 2015 – Yaşar Kemal, turecký spisovatel kurdského původu (* 6. října 1923)
- 2016 – George Kennedy, americký herec (* 18. února 1925)
- 2019 – André Previn, americký klavírista a dirigent († 6. dubna 1929)
- 2020 – Freeman Dyson, britský teoretický fyzik a matematik (* 15. prosince 1923)

## Svátky

### Česko
- Lumír, Lumíra

### Svět
- Slovensko: Zlatica

### Liturgický kalendář
- Sv. Roman
- Daniel Brottier

## Pranostiky

### Česko
- Je-li na svatého Romana jasno, bude hojná úroda.
- Jako na Romana je, taková brambor naděje

## Ostatní
- Následující den – 1. březen (29. únor v přestupném roce)

| 28. únor v pražském KlementinuÚdaje jsou platné k 11. 3. 2025. | 28. únor v pražském KlementinuÚdaje jsou platné k 11. 3. 2025. | 28. únor v pražském KlementinuÚdaje jsou platné k 11. 3. 2025. |
| minimum                                                        | denní průměr                                                   | maximum                                                        |
| -------------------------------------------------------------- | -------------------------------------------------------------- | -------------------------------------------------------------- |
| −25,2 °C (1785)                                                | 1,8 °C (od 1961)                                               | 16,1 °C (2019)                                                 |